# Río Mayo-Chinchipe
El río Mayo-Chinchipe es un cuerpo de agua sudamericano que atraviesa el sudoriente de la provincia de Zamora Chinchipe en Ecuador; y los departamentos de Piura, Cajamarca y Amazonas en el Perú, hasta desembocar en el río Marañón, del cual es afluente. La cuenca formada por este río abarca un territorio de 9.686,96 km².
En Ecuador la confluencia de los ríos Palanda y Numbala constituyen los inicios del río Mayo-Chinchipe que durante su travesía internacional, cambia de nombre. En Ecuador y Perú a lo largo de su trayectoria se conoce al mismo río como Chinchipe, Cananambo, Chuquimayo o río Mayo. 
Es a lo largo de su cuenca que se desarrolló una de las más antiguas culturas de la región transfronteriza: la cultura mayo-chinchipe-marañón que se extiende desde las fuentes del río Valladolid (en el parque nacional podocarpus, en Ecuador) hacia la desembocadura del río Mayo-Chinchipe con el Marañon (en Bagua, Perú). Esta cultura fue llamada Chinchipe en referencia al río del mismo nombre.

## Afluentes
Los principales afluentes que forman la Cuenca hidrográfica del río Mayo-Chinchipe son los siguientes: 
- En la provincia de Zamora Chinchipe (Ecuador): río Palanda, río Numbala, río Isimanchi y río Canchis.
- En el departamento de Cajamarca (Perú): río Chirinos y río Tabaconas.